# Do the Box
Do the Box là hộp album tổng kết sự nghiệp của Do As Infinity. Hộp gồm tất cả sáu album nguyên bản đã phát hành trước đây và 2 clip về 6 năm hoạt động của cả band từ đĩa đơn đầu tiên cho đến album biên soạn cuối cùng. Album tiêu thụ được 5000 bản.

## Danh sách

### Đĩa 1: BREAK OF DAWN
1. "Break of Dawn" (Bình minh tan vỡ)
2. "Standing on the Hill" (Ngọn đồi phủ nắng)
3. "Oasis" (Ốc đảo)
4. "Another" (Một điều khác)
5. "Kokoro no Chizu" (心の地図 Bản đồ trái tim?)
6. "Heart" (Trái tim)
7. "Raven" (Con quạ)
8. "Welcome!" (Chào mừng!)
9. "Painful" (Đau khổ)
10. "Tangerine Dream" (Giấc mơ màu vỏ quýt)
11. "Yesterday & Today" (Hôm qua & hôm nay)
Phần phụ
12. "Chiriyuku Yūbe" (散りゆく夕辺 Buổi chiều tan dần?) Acoustic Version
13. "Oasis" (Ốc đảo) Acoustic Version

### Đĩa 2: NEW WORLD
1. "New World (Album Mix)" (Thế giới mới)
2. "Guruguru" (Vòng quanh)
3. "Desire" (Khát khao)
4. "We Are." (Chúng tôi là.)
5. "Snail" (Ốc sên)
6. "Eien" (永遠? Bất tận)
7. "Rumble Fish"
8. "Holiday" (Ngày nghỉ)
9. "135"
10. "Wings 510" (Đôi cánh 510)
11. "Summer Days" (Những ngày hè)
Phần phụ
12. "Yesterday & Today" (Strings Orchestral Version)

### Đĩa 3: DEEP FOREST
1. "Fukai Mori" (深い森 Rừng sâu?)
2. "Tōku Made" (遠くまで Rời xa?)
3. "Tadaima" (タダイマ Tôi ở nhà?)
4. "Get Yourself"
5. "Tsubasa no Keikaku" (翼の計画 Bảo vệ đôi cánh?)
6. "Kōzō Kaikaku" (構造改革 Thay đổi?)
7. "Koi Otome" (恋妃 Tình yêu của một cô gái?)
8. "Week!" (Tuần lễ!)
9. "Hang Out"
10. "Boukensha Tachi" (冒険者たち Những cuộc phiêu lưu?)
11. "Enrai" (遠雷 Tiếng sét từ xa?)
Phần phụ
12. "Signal" (シグナル Shigunaru?) (Album Remix)

### Đĩa 4: TRUE SONG
1. "Kūsō Ryodan" (空想旅団 Đội quân tưởng tượng?)
2. "Under the Sun" (Phía dưới Mặt Trời)
3. "Good For You" (Tốt cho bạn)
4. "I Can't Be Myself" (Tôi không thẻ là chính mình)
5. "Perfect Lady" (Cô gái hoàn hảo)
6. "Shinjitsu no Uta" (真実の詩 Bài hát đích thực?)
7. "Grateful Journey" (Hành trình tuyệt vời)
8. "One or Eight" (1 hay 8)
9. "Sense of Life" (Cảm giác cuộc sống)
10. "Wadachi-WADACHI-" (轍-WADACHI- Rut?)
11. "Ai no Uta" (あいのうた Tình ca?)
Phần ẩn
12. "Tōku Made" (遠くまで Rời xa?) (Third anniversary special live version)

### Đĩa 5: GATES OF HEAVEN
1. "Gates of Heaven" (Cổng thiên đàng)
2. "Honjitsu wa Seiten Nari" (本日ハ晴天ナリ? Hôm nay sẽ là 1 ngày đẹp trời)
3. "Hiiragi" (柊 Hoa Holly?)
4. "Azayaka na Hana" (アザヤカナハナ Bông hoa rực rỡ?)
5. "Mahou no Kotoba ~Would you marry me?~" (魔法の言葉 ~Would you marry me?~ câu nói kì diệu ~Anh có cưới em không?~?)
6. "Buranko" (ブランコ Đu quay?)
7. "D/N/A"
8. "Weeds" (Đôi cánh)
9. "Field of Dreams" (Cánh đồng mơ)
10. "Kagaku no Yoru" (科学の夜 Đêm của hóa học?)
11. "Thanksgiving Day" (Lời cảm ơn tới Ngày)
Phần phụ
12. "Honjitsu wa Seiten Nari" (本日ハ晴天ナリ Hôm nay sẽ là ngày đẹp trời?) (a-nation live)

### Đĩa 6: NEED YOUR LOVE
1. "For the Future" (Cho tương lai)
2. "Blue" (Màu xanh)
3. "Be Free" (Tự do)
4. "Rakuen" (楽園 Thiên đàng?)
5. "Ever.." (Mãi mãi)
6. "One Flesh"
7. "Robot"
8. "Yotaka no Yume" (夜鷹の夢 Dream of the Nighthawk?)
9. "Ultimate G.V"
10. "Need Your Love" (Cần tình yêu của anh)
11. "Na no Hanabatake" (菜ノ花畑 Vườn thực vật?)
Phần phụ
12. "Hiiragi" (柊 Holly?) Acoustic Version

### DVD đặc biệt Do The Works
1. "6 years band documentary"
2. "6 years commercial collection"

## Xếp hạng
| Bảng xếp hạng (2006) | Thứ hạng | Thời gian trụ hạng |
| -------------------- | -------- | ------------------ |
| Oricon Nhật Bản      | 52       | 2 tuần             |